# Negeri Ratu (Kota Agung)
Negeri Ratu is een bestuurslaag in het regentschap Tanggamus van de provincie Lampung, Indonesië. Negeri Ratu telt 2681 inwoners (volkstelling 2010).